# Volker Weidlich
Volker Weidlich (* 1958 in Duisburg) ist ein deutscher Schauspieler und Hörspielsprecher.

## Leben
Volker Weidlich absolvierte seine künstlerische Ausbildung von 1977 bis 1980 an der Westfälischen Schauspielschule in Bochum, ferner ließ er sich in funktionaler Atemtherapie nach Parow und Osenberg ausbilden. Unmittelbar an seine Bochumer Ausbildungszeit anschließend erhielt Weidlich ein erstes Engagement am Staatstheater Oldenburg. Weitere Stationen seiner Bühnenlaufbahn waren u. a. das Staatstheater Kassel, das Stadttheater Heidelberg, das Hamburger Ernst-Deutsch-Theater, in Bochum das Schauspielhaus und das Prinzregenttheater, die Theater in Bonn, Bremen, Dortmund und Hof, das Grenzlandtheater Aachen und seit 2009 auch immer wieder die Burgfestspiele in Bad Vilbel. Weidlich war Mephisto in Faust I, Petruccio in Der Widerspenstigen Zähmung, spielte die Titelrolle in Brechts Leben des Galilei und den Bürgermeister Peppone in Don Camillo und Peppone, war der Schnautz im Sommernachtstraum oder der Präsident von Walter in Kabale und Liebe. In der Spielzeit 2021/22 gastierte er in der Rolle des Francis Chesney in Brandon Thomas’ Lustspiel Charleys Tante erneut am Ernst-Deutsch-Theater.
In der Comedy-Serie Spaß beiseite – Herbert kommt! gab Volker Weidlich 1979 sein Kameradebüt. Er hatte weitere Aufgaben in zwei Episoden der Serie Alarm für Cobra 11 – Die Autobahnpolizei, spielte Gastrollen in Der kleine Mönch und SOKO Köln und war in der dritten Staffel der Knallerfrauen zu sehen.
Als Hörspielsprecher wirkte Weidlich u. a. in dem Radio-Tatort Verhandlungssache und in der Produktion Das Haus am Kanal nach dem gleichnamigen Roman von Georges Simenon mit.
Volker Weidlich lebt in Essen.

## Filmografie (Auswahl)
- 1979: Spaß beiseite – Herbert kommt!
- 2002: Alarm für Cobra 11 – Die Autobahnpolizei – Der perfekte Mord
- 2002: Der Narr und seine Frau heute Abend in Pancomedia
- 2003: Wilde Engel – Nichts geht mehr
- 2003: Der kleine Mönch – Sondereinsatz
- 2005, 2022: SOKO Köln – Tod auf Kredit, Der Pakt
- 2006: Alarm für Cobra 11 – Die Autobahnpolizei – Im Angesicht des Todes
- 2008: Herzog – Anwalt der Liebe
- 2011: Tatort – Unter Druck
- 2003: Heiter bis tödlich: Zwischen den Zeilen – Der Taube auf dem Dach
- 2014: Knallerfrauen (8 Folgen in Staffel 3)
- 2014: Heiter bis tödlich: Koslowski & Haferkamp – Lug und Trug
- 2016: Alles was zählt (2 Folgen als Friedrich Steiner)

## Hörspiele
- 2001: Zinas Sänger – Regie: Angeli Backhausen
- 2007: Wahlkrieg – Regie: Christoph Pragua
- 2007: Die Kennedy-Münze – Regie: Thomas Leutzbach
- 2007: Arsenik oder Jedes Opfer tötet seinen Mörder – Regie: Uwe Schareck
- 2007: Das Haus am Kanal – Regie: Uwe Schareck
- 2008: Verhandlungssache – Regie: Thomas Leutzbach

## Auszeichnungen
- 2017: Kurt-Sieder-Preis für seine Rolle in Das Abschiedsdinner am Grenzlandtheater Aachen